# Toroderoides
Toroderoides is een geslacht van kevers uit de familie bladkevers (Chrysomelidae).
De wetenschappelijke naam van het geslacht werd in 1998 gepubliceerd door Doeberl.

## Soorten
- Toroderoides quadrimaculata Doeberl, 1998
- Toroderoides wiesneri Doeberl, 1998